# Blue Ribbon Awards de Melhor Atriz
A Blue Ribbon Awards de Melhor Atriz faz parte da premiação anual de filmes japoneses Blue Ribbon Awards, em reconhecimento a uma atriz que teve um desempenho excepcional em um papel de protagonista. 

## Lista de vencedoras
| No. | Ano  | Recipiente         | Filme(s)                                                           |
| --- | ---- | ------------------ | ------------------------------------------------------------------ |
| 1   | 1950 | Chikage Awashima   | Crazy Uproar                                                       |
| 2   | 1951 | Setsuko Hara       | Repast Early Summer                                                |
| 3   | 1952 | Isuzu Yamada       | The Moderns Hakone Fūunroku                                        |
| 4   | 1953 | Nobuko Otowa       | Yokubo Epitome Life of a Woman                                     |
| 5   | 1954 | Hideko Takamine    | Twenty-Four Eyes The Garden of Women Somewhere Under the Broad Sky |
| 6   | 1955 | Chikage Awashima   | Sweet Beans for Two                                                |
| 7   | 1956 | Isuzu Yamada       | Boshizō Neko to Shōzō to Futari no Onna Nagareru                   |
| 8   | 1957 | Yūko Mochizuki     | Unagitori The Rice People                                          |
| 9   | 1958 | Fujiko Yamamoto    | The Snowy Heron Higanbana                                          |
| 10  | 1959 | Tanie Kitabayashi  | Kiku to Isamu                                                      |
| 11  | 1960 | Keiko Kishi        | Her Brother                                                        |
| 12  | 1961 | Ayako Wakao        | A Wife Confesses Onna wa nido umareru The Age of Marriage          |
| 13  | 1962 | Sayuri Yoshinaga   | Foundry Town                                                       |
| 14  | 1963 | Sachiko Hidari     | The Insect Woman Kanojo to kare                                    |
| 15  | 1964 | Shima Iwashita     | The Scarlet Camellia                                               |
| 16  | 1965 | Ayako Wakao        | Seisaku's Wife Nami kage                                           |
| 17  | 1966 | Yoko Tsukasa       | The River Kino                                                     |
| 18  | 1975 | Ruriko Asaoka      | Tora-san's Rise and Fall                                           |
| 19  | 1976 | Kumiko Akiyoshi    | Brother and Sister Saraba natsuno hikariyo                         |
| 20  | 1977 | Shima Iwashita     | Ballad of Orin                                                     |
| 21  | 1978 | Meiko Kaji         | The Love Suicides at Sonezaki                                      |
| 22  | 1979 | Kaori Momoi        | No More Easy Life Heaven Sent                                      |
| 23  | 1980 | Yukiyo Toake       | Furueru Shita                                                      |
| 24  | 1981 | Keiko Matsuzaka    | The Gate of Youth Tora-san's Love in Osaka                         |
| 25  | 1982 | Masako Natsume     | Kiryūin hanako no shōgai                                           |
| 26  | 1983 | Yūko Tanaka        | Crossing Mt. Amagi                                                 |
| 27  | 1984 | Hiroko Yakushimaru | W's Tragedy                                                        |
| 28  | 1985 | Yukiyo Toake       | Gray Sunset                                                        |
| 29  | 1986 | Ayumi Ishida       | House on Fire Tokei – Adieu l'hiver                                |
| 30  | 1987 | Yoshiko Mita       | Wakarenu riyû                                                      |
| 31  | 1988 | Kaori Momoi        | The Yen Family Love Bites Back Tomorrow - ashita                   |
| 32  | 1989 | Yoshiko Tanaka     | Black Rain                                                         |
| 33  | 1990 | Keiko Matsuzaka    | The Sting of Death                                                 |
| 34  | 1991 | Youki Kudoh        | War and Youth                                                      |
| 35  | 1992 | Yoshiko Mita       | Faraway Sunset                                                     |
| 36  | 1993 | Ruby Moreno        | Tsuki wa dotchi ni dete iru                                        |
| 37  | 1994 | Saki Takaoka       | Crest of Betrayal                                                  |
| 38  | 1995 | Miho Nakayama      | Love Letter                                                        |
| 39  | 1996 | Mieko Harada       | Village of Dreams                                                  |
| 40  | 1997 | Kaori Momoi        | Tokyo Lullaby                                                      |
| 41  | 1998 | Mieko Harada       | Begging for Love                                                   |
| 42  | 1999 | Kyōka Suzuki       | Keiho                                                              |
| 43  | 2000 | Sayuri Yoshinaga   | Nagasaki burabura bushi                                            |
| 44  | 2001 | Yūki Amami         | Inugami Rendan Sekai no Chushin de Ai o Sakebu                     |
| 45  | 2002 | Reiko Kataoka      | Hush!                                                              |
| 46  | 2003 | Shinobu Terajima   | Vibrator Akame 48 Waterfalls                                       |
| 47  | 2004 | Rie Miyazawa       | The Face of Jizo                                                   |
| 48  | 2005 | Kyōko Koizumi      | Hanging Garden                                                     |
| 49  | 2006 | Yū Aoi             | Hula Girls Honey & Clover                                          |
| 50  | 2007 | Kumiko Asō         | Town of Evening Calm, Country of Cherry Blossoms                   |
| 51  | 2008 | Tae Kimura         | All Around Us                                                      |
| 52  | 2009 | Ayase Haruka       | Oppai Volleyball                                                   |
| 53  | 2010 | Shinobu Terajima   | Caterpillar                                                        |
| 54  | 2011 | Hiromi Nagasaku    | Rebirth                                                            |
| 55  | 2012 | Sakura Ando        | Kazoku no kuni                                                     |
| 56  | 2013 | Shihori Kanjiya    | Angel Home                                                         |
| 57  | 2014 | Sakura Ando        | 0.5 mm Hyakuen no koi                                              |
| 58  | 2015 | Kasumi Arimura     | Flying Colors Strobe Edge                                          |
| 59  | 2016 | Shinobu Otake      | Black Widow Business                                               |
| 60  | 2017 | Yui Aragaki        | Mixed Doubles                                                      |
| 61  | 2018 | Mugi Kadowaki      | Dare to Stop Us                                                    |
| 62  | 2019 | Masami Nagasawa    | The Confidence Man JP: The Movie                                   |